# Abdelati El Guesse
Abdelati El Guesse (en arabe : عبد العاطي الغيسي), né le 27 février 1993, est un athlète marocain, spécialiste du 800 mètres.

## Biographie
En 2015, il se classe deuxième des Universiades d'été et s'incline dès les séries des championnats du monde, à Pékin.
Il participe aux Jeux olympiques de 2016 et aux championnats du monde 2017 mais est éliminé en série.
En 2021, lors des Jeux olympiques de 2020 à Tokyo, il descend pour la première fois de sa carrière sous les 1 min 45 s en se qualifiant pour les demi-finales dans le temps de 1 min 44 s 84.